# Góry Echigo
Góry Echigo (jap. 越後山脈 Echigo-sanmyaku) – łańcuch górski o przebiegu południkowym, znajdujący się w północno-środkowej części japońskiej wyspy Honsiu, na granicy regionów Tōhoku i Chūbu.
Najwyższym wzniesieniem tych gór jest położony w prefekturze Niigata szczyt Naeba, osiągający 2 145 m n.p.m. 
W wysuniętym najdalej na północ fragmencie gór Echigo, w prefekturze Yamagata, znajdują się święte dla wyznawców shintō Trzy Góry Dewa: Gassan (Gas-san, 1 984), Yudono (1 500) i Haguro (414).

## Galeria

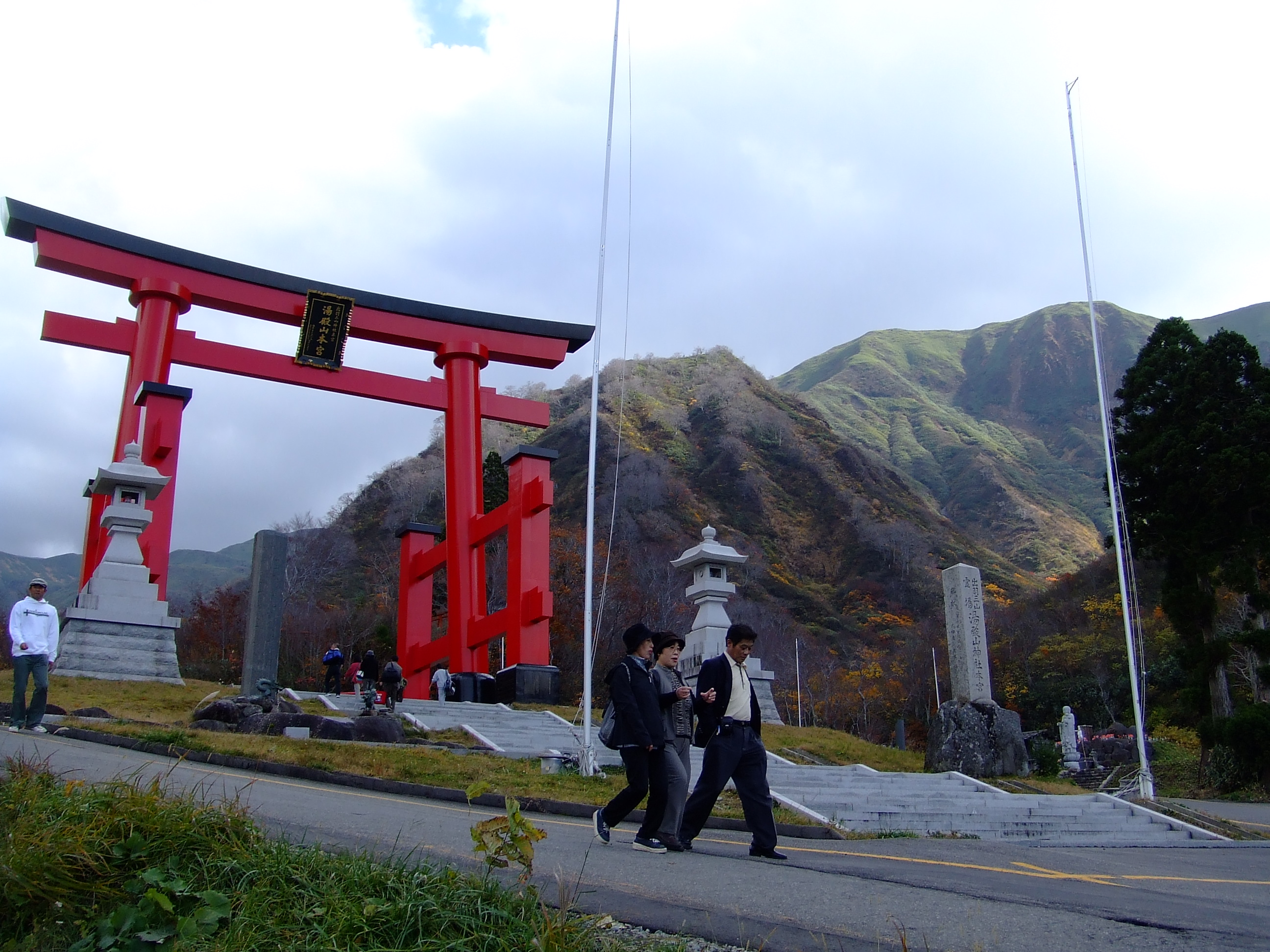
Brama torii na drodze do chramu na Yudono
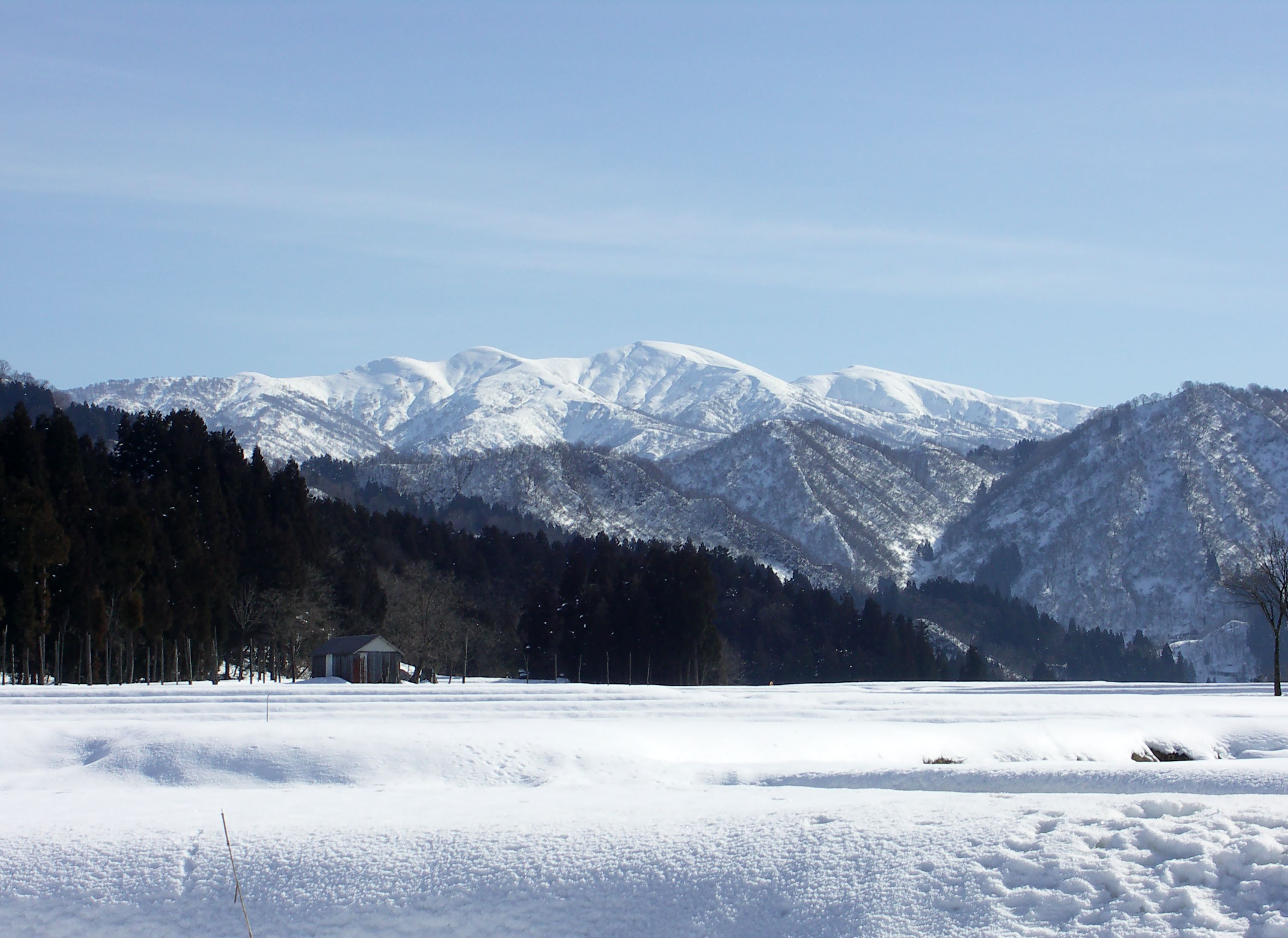
Góra Sumon (1 532 m n.p.m.)
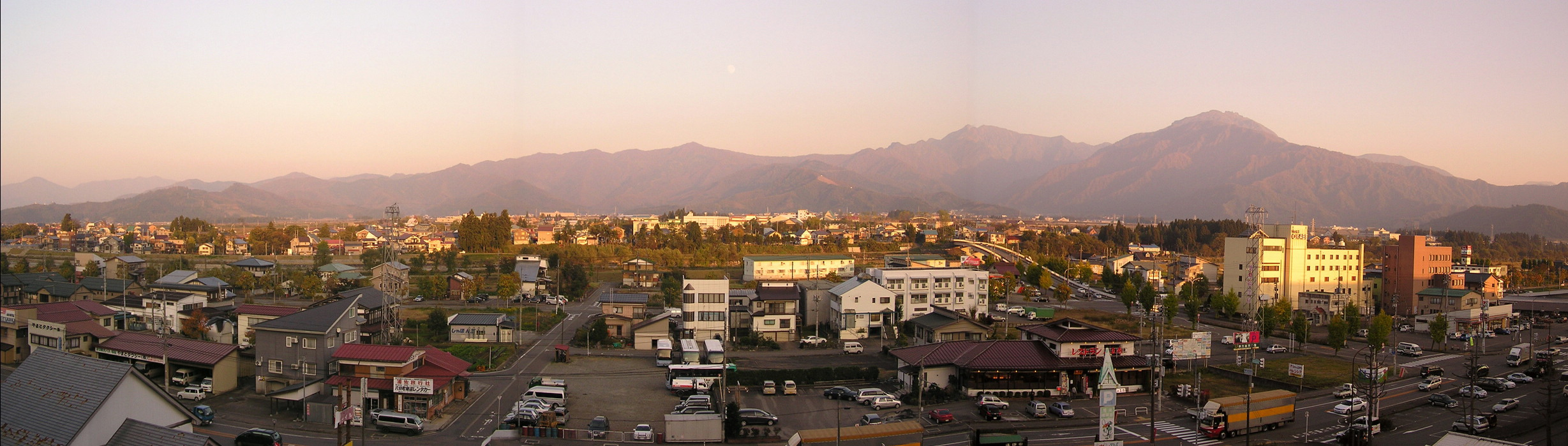
Góry Echigo nieopodal miasteczka Urasa
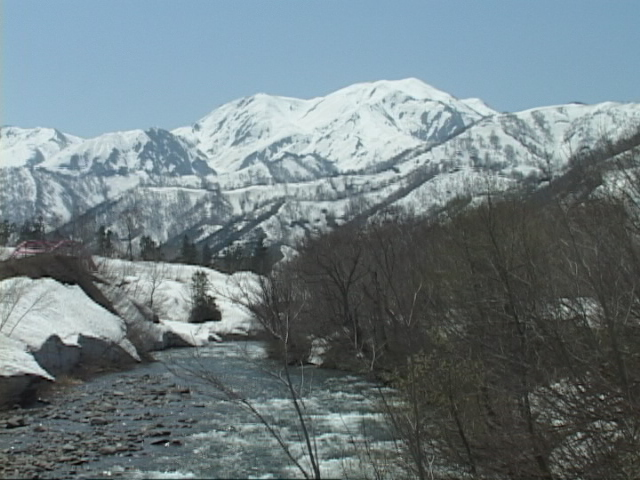
Szczyt Koma-ga-take (2 003 m n.p.m.) nieopodal miasta Uonuma w prefekturze Niigata
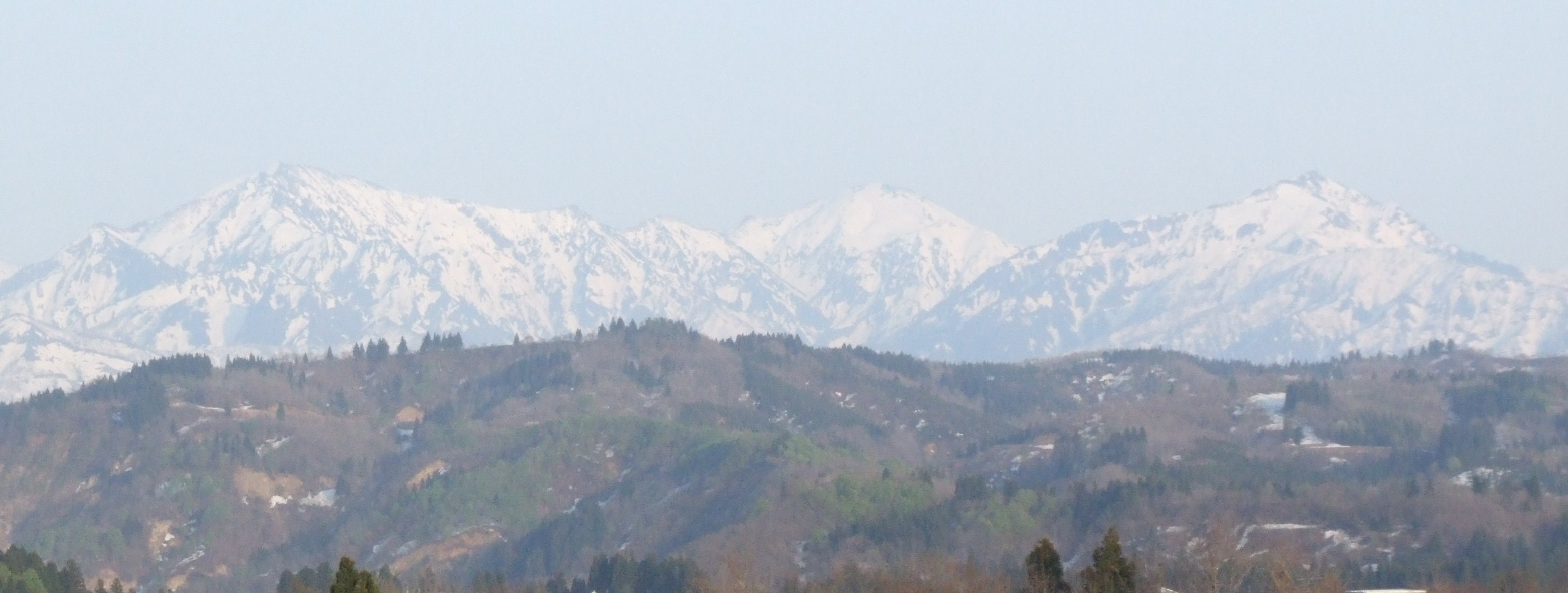
Góry Echigo widziane z autostrady Kan’etsu